# Estación Río Primero (Belgrano)
Río Primero es una estación de ferrocarril de la localidad de Río Primero, departamento Río Primero, Provincia de Córdoba, Argentina.

## Servicios
No presta servicios de pasajeros, sólo de cargas. Sus vías corresponden al Ramal CC del Ferrocarril General Belgrano. Sus vías e instalaciones están a cargo de la empresa estatal Trenes Argentinos Cargas.